# Ciudad Empresarial (estación)
La estación Ciudad Empresarial será la estación terminal del Teleférico Bicentenario, un proyecto del Legado Bicentenario ubicado en la ciudad de Santiago en Chile, que pasará por las comunas de Las Condes, Vitacura y Huechuraba.

## Ubicación
La estación estará ubicada en la intersección de Avenida del Parque y Avenida Santa Clara en el corazón del denominado Ciudad Empresarial, un barrio financiero de la ciudad chilena. En las cercanías están la Clínica Colonial y la Facultad de Administración y Economía de la Universidad Diego Portales.

## Historia

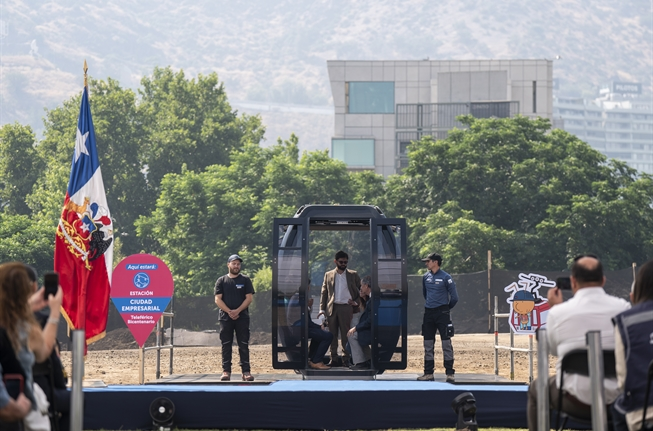
El presidente Gabriel Boric encabezando el inicio de obras del Teleférico Bicentenario en 2023

Originalmente conocida como Santa Clara, la estación fue presentada como terminal norte del proyecto Teleférico Bicentenario desde su origen en 2010.
En 2023 la estación fue renombrada Ciudad Empresarial como referencia topónima al barrio en cual se emplaza y se reveló que contará con un almacén subterráneo de cabinas, totalizando 3.300 metros cuadrados.
En septiembre de 2023 se realizó la expropiación en la rotonda Santa Clara de Ciudad Empresarial para la construcción de la estación homónima. En este mismo sitio el presidente Gabriel Boric inició las obras de construcción de la estación y el Teleférico Bicentenario.